# Július Pántik
Július Pántik (15. ledna 1922, Stredné Plachtince – 25. srpna 2002, Bratislava) byl slovenský herec, divadelní režisér a divadelní pedagog.
Začínal jako ochotnický herec v době svých gymnaziálních studií v Banské Štiavnici, v letech 1940-1944 studoval herectví na Bratislavské státní konzervatoři. V letech 1947-1951 působil jako pedagog na Státním konzervatoři a v letech 1951-1965 jako pedagog na bratislavské VŠMU (1959, kde se habilitoval jako docent). Už jako student začal vystupovat na scéně činohry Slovenského národního divadla (1942) a za padesát let zde ztvárnil vice jako 150 významných divadelních postav, až do odchodu do důchodu. Pro film jej objevil režisér Martin Frič pro svůj první slovenský poválečný hraný dlouhometrážní film Varúj..!. Kromě své herecké a pedagogické činnosti také režíroval v divadle, hrál v televizi a ztvárnil významné postavy i v televizních a rozhlasových inscenacích, televizních filmech a seriálech.
V roce 1966 obdržel titul zasloužilý umělec a v roce 1979 titul národní umělec.

## Filmografie
- 1947 Varúj...! (valach Mišo)
- 1947 Znamení kotvy (druhý kormidelník Franta Hojdar)
- 1948 Bílá tma (vojenský lékař)
- 1948 Čertova stěna (učitel Peter Gazdík)
- 1949 Katka (mistr Šimon)
- 1950 Přehrada (traktorista Paľo Bučan)
- 1952 Mladé srdcia (Fedorčák ml.)
- 1953 Rodná zem (Turoň)
- 1954 Frona (Floriš Zobáč)
- 1955 Tanková brigáda (četař Juraj Klimko)
- 1955 Žena z Vrchov (okresní tajemník strany Peter Balciar)
- 1959 Velká samota (Martin Souček)
- 1960 Prerušená pieseň (Mišo Zvara)
- 1961 Kohout plaší smrt (příslušník VB Borek)
- 1962 Havrania cesta (Vinco Petráš)
- 1963 Výhybka (Dudek)
- 1964 Prípad pre obhajcu (por. Urbančík)
- 1965 Kým sa skončí táto noc (Balaž)
- 1966 Jeden deň pre starú paniu (Jasenka)
- 1966 Vrah zo záhrobia (Gazdík)
- 1967 Stud (Arnošt Pánek)
- 1970 Rekviem za rytierov (fráter Vavrinec)
- 1971 Nevesta hôľ (Tavo)
- 1972 Ďaleko je do neba (Klenč)
- 1973 Očovské pastorále (bača Golian)
- 1974 Do zbrane, kuruci! (Šimon Havran)
- 1974 Kdo hledá zlaté dno (Miki)
- 1974 Trofej neznámeho strelca (Majtán)
- 1976 Desať percent nádeje (Ďuro Hronček)
- 1976 Vojaci slobody (Laco Novomeský)
- 1977 Kamarátka Šuška (lesník Mikuš)
- 1977 Vítězný lid (Klement Gottwald)
- 1981 Súdim ťa láskou (Sopko)
- 1981 Prípad Evy Burdovej (TV-Burda)
- 1986 Cena odvahy (ředitel Sojka)
- 1987 Neďaleko do neba (Svatý Petr)

## Seriály
- 1975 Nepokojná láska (Ján Daňo) (první 3 díly) - jeho dcery hrály Sylvia Turbová a zpěvačka Petra Černocká
- 1979 Nepokojná láska (Ján Daňo) (pro velký úspěch byly natočeny další 2 díly)
- 1982 Bambuľkine dobrodružstvá (Děda Jozef)